# Oedistoma
Oedistoma is een geslacht van zangvogels uit de familie Melanocharitidae.

## Soorten
Het geslacht kent de volgende soorten:
- Oedistoma iliolophus – Groene dwerghoningjager
- Oedistoma pygmaeum – Gele dwerghoningjager